# 스태튼아일랜드 양키스
스태튼아일랜드 양키스(Staten Island Yankees)는 미국 뉴욕주 뉴욕 스태튼아일랜드를 연고지로 했던 마이너 리그 베이스볼 팀이다. 뉴욕 양키스 산하에 있다.